# Обещание счастья
«Обещание счастья» — советский телеспектакль 1965 года режиссёра Льва Цуцульковского.

## Сюжет
Фильм состоит из четырёх новелл Г. К. Паустовского о несостоявшейся любви: «Старый челн», «Бриз», «Дождливый рассвет», «Белая радуга».

«Обещание счастья» представляет собой композицию из трёх рассказов К. Паустовского. Они объединены единой темой и единым собирательным образом русского женского характера. Сценарист и режиссёр Л. Цуцульковский утверждает, что героини этих рассказов один и тот же человек, поворачивающийся разными гранями в каждой новой новелле. Это женщина, мудрая, тонкая, немножечко грустная, немножечко романтичная. Что бы с ней ни случилось, какие бы события вокруг неё не свершались, она всегда несет с собой веру в жизнь, в добро, неистребимую преданность Родине. Воюет ли солдат на передовой, лежит ли в госпитале, переживая вынужденное бездействие, отправляется ли в тыл врага всюду его сопровождает прекрасный И милый образ жены или подруги…— журнал «Театральная жизнь», 1965

## В ролях
- Татьяна Доронина
- Олег Борисов
- Ефим Копелян — рассказчик
- Павел Луспекаев
- Михаил Волков
- Владислав Стржельчик
- Владимир Татосов
- Борис Рыжухин

## Съёмочная группа
- Автор сценария и режиссёр-постановщик: Лев Цуцульковский
- Оператор: Виталий Ананьев
- Композитор: Сергей Рахманинов
- Художники: Лариса Луконина, Сергей Скинтеев.

## Критика
Современная критика дала высокую оценку телеспектаклю, но как сборнику отдельных теленовелл — целого произведения не получилось:

В выбранной постановщиком форме повествования новеллы как бы дополняют и развивают одна другую, сливаясь в единое поэтическое целое. Спектакль начинается с того, что мы видим рояль, пианиста, затем тоненькую фигурку скрипача. Они медленно уменьшаются и уменьшаются… В кадр вводится группа актёров, которые стоят неподвижно и слушают музыку. Затем один из них начинает говорить…

Все женские роли в спектакле исполняет одна актриса. К талантливости писателя и режиссёра в «Обещании счастья» прибавляется поистине обаятельный талант Татьяны Дорониной. И уже трудно представить этот ансамбль в другом сочетании, — настолько монолитно объединены здесь дарования его участников.— журнал «Театральная жизнь», 1965

Продумано здесь все было тщательно: бережно сохранилась каждая строка авторского текста, откровенно был заявлен и услов-ный прием концертного исполнения и условность обстановки. Но, увы, из всех этих закономерных по отдельности частей так и не сложилось целое ощущение своеобразия прозы К. Паустовского.— журнал «Советское радио и телевидение», 1968